# Xylaria
Xylaria es un género de hongos en la familia Xylariaceae, por lo general prefiere desarrollarse sobre madera en descomposición. Su nombre deriva de la palabra griega xýlon que significa madera).
Dos de las especies más comunes de este género son Xylaria hypoxylon y Xylaria polymorpha.
Xylaria hypoxylon, comúnmente denominado cuerno de ciervo y hongo candela, es muy conspicuo por su ascocarpo que asemeja un cuerno erecto de 3 a 7 cm de alto el cual es negro en su base (donde los peritecios se encuentran embebidos) pero blanco en la parte superior ramificada, donde los cuerpos fructiferos producen conidias blancas (esporas asexuales).
Xylaria polymorpha, dedos de muerto, a menudo crece en racimos que asemejan dedos en la base de un árbol o de madera apenas por debajos del nivel del suelo. Este hongo es utilizado para producir un efecto de salpicado en la madera de arce y otras maderas duras.
Xylaria longipes, comúnmente denominado dedos de prostituta muerta, se dice que mejora la calidad de la madera utilizada para fabricar instrumentos de cuerda.  

## Especies
- Xylaria aburiensis
- Xylaria acerata
- Xylaria acuminatilongissima
- Xylaria alata
- Xylaria albisquamula
- Xylaria albocincta
- Xylaria albocinctoides
- Xylaria amphithele
- Xylaria angulosa
- Xylaria anisopleura
- Xylaria apiculata
- Xylaria apoda
- Xylaria arbuscula
- Xylaria asperata
- Xylaria assamensis
- Xylaria atrodivaricata
- Xylaria atroglobosa
- Xylaria atrosphaerica
- Xylaria avellana
- Xylaria ayresii
- Xylaria azadirachtae
- Xylaria bambooensis
- Xylaria bambusicola
- Xylaria berkeleyi
- Xylaria bicampaniformis
- Xylaria bissei
- Xylaria boergesenii
- Xylaria brevicephala
- Xylaria brunneovinosa
- Xylaria bulbosa
- Xylaria candelabrum
- Xylaria carabayensis
- Xylaria carpophila
- Xylaria castilloi
- Xylaria castorea
- Xylaria chardoniana
- Xylaria choui
- Xylaria cinerea
- Xylaria citrispora
- Xylaria claviceps
- Xylaria clusiae
- Xylaria comosoides
- Xylaria compuncta
- Xylaria coprinicola
- Xylaria coprophila
- Xylaria cordovensiformis
- Xylaria coremiifera
- Xylaria corniformis
- Xylaria cornu-damae
- Xylaria cranioides
- Xylaria crozonensis
- Xylaria cubensis
- Xylaria culicicephala
- Xylaria culleniae
- Xylaria cupressoides
- Xylaria dennisii
- Xylaria digitata
- Xylaria diminuta
- Xylaria discolor
- Xylaria duranii
- Xylaria enteroleuca
- Xylaria eugeniae
- Xylaria exalbida
- Xylaria feejeensis
- Xylaria ficicola
- Xylaria filiformis
- Xylaria filiformoidea
- Xylaria fioriana
- Xylaria formosana
- Xylaria fraseri
- Xylaria friesii
- Xylaria frustrulata
- Xylaria furcata
- Xylaria galandii
- Xylaria glebulosa
- Xylaria gracillima
- Xylaria grammica
- Xylaria griseo-olivacea
- Xylaria griseosepiacea
- Xylaria guaranitica
- Xylaria guareae
- Xylaria guazumae
- Xylaria guepinii
- Xylaria hainanensis
- Xylaria heliscus
- Xylaria himalayensis
- Xylaria hippotrichoides
- Xylaria hypoxylon
- Xylaria hypsipoda
- Xylaria intracolorata
- Xylaria intraflava
- Xylaria jaliscoensis
- Xylaria jolyana
- Xylaria jiangsuensis – China[1]
- Xylaria kamatii
- Xylaria karsticola
- Xylaria kaumanae
- Xylaria kretzschmarioidea
- Xylaria lechatii
- Xylaria lepidota
- Xylaria liquidambaris
- Xylaria longipes
- Xylaria louisii
- Xylaria luteostromata
- Xylaria macrospora
- Xylaria magniannulata
- Xylaria magnoliae
- Xylaria maitlandii
- Xylaria mali
- Xylaria maraca
- Xylaria maumeei
- Xylaria meliacearum
- Xylaria mellissii
- Xylaria memecyli
- Xylaria mesenterica
- Xylaria mexicana
- Xylaria michoacana
- Xylaria microceras
- Xylaria minuta
- Xylaria moelleroclavus
- Xylaria moliwensis
- Xylaria monstrosa
- Xylaria montagnei
- Xylaria mornandii
- Xylaria multipartita
- Xylaria multiplex
- Xylaria musooriensis
- Xylaria mycelioides
- Xylaria myosurus
- Xylaria myrosimila
- Xylaria nigromedullosa
- Xylaria obovata
- Xylaria ochraceostroma
- Xylaria opulenta
- Xylaria oxyacanthae
- Xylaria palmicola
- Xylaria papulis
- Xylaria papyrifera
- Xylaria paulistana
- Xylaria perezsilvae
- Xylaria petchii
- Xylaria pisoniae
- Xylaria platypoda
- Xylaria plumbea
- Xylaria polymorpha
- Xylaria polyramosa
- Xylaria polytricha
- Xylaria ponapeana
- Xylaria potentillae
- Xylaria praefecta
- Xylaria primorskensis
- Xylaria psamathos
- Xylaria pseudoapiculata
- Xylaria psidii
- Xylaria pterula
- Xylaria punjabensis
- Xylaria queenslandica
- Xylaria quercinophila
- Xylaria ramosa
- Xylaria ramus
- Xylaria reperta
- Xylaria reticulata
- Xylaria rhopaloides
- Xylaria rimulata
- Xylaria rosea
- Xylaria salonensis
- Xylaria sanchezii
- Xylaria scabriclavula
- Xylaria schreuderiana
- Xylaria scopiformis
- Xylaria semiglobosa – China[1]
- Xylaria sibirica
- Xylaria sicula
- Xylaria sphaerica – China[1]
- Xylaria squamulosa
- Xylaria stilbohypoxyloides
- Xylaria stromafera
- Xylaria subcoccophora
- Xylaria symploci
- Xylaria tanganyikaensis
- Xylaria tectonae
- Xylaria tenuispora
- Xylaria terminaliae-bellericae
- Xylaria terminaliae-crenulatae
- Xylaria thailandica – sur de Tailandia[2]
- Xylaria theissenii
- Xylaria thindii
- Xylaria tischeri
- Xylaria tolosa
- Xylaria tuberiformis
- Xylaria tucumanensis
- Xylaria tumulosa
- Xylaria umbonata
- Xylaria uniapiculata
- Xylaria vaporaria
- Xylaria vasconica
- Xylaria wellingtonensis
- Xylaria wulaiensis
- Xylaria zealandica

## Galería

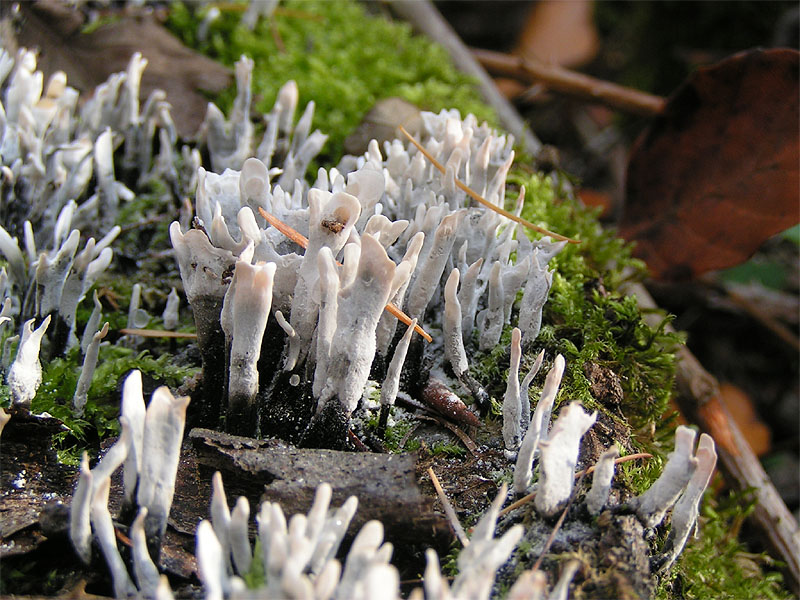
X. hypoxylon
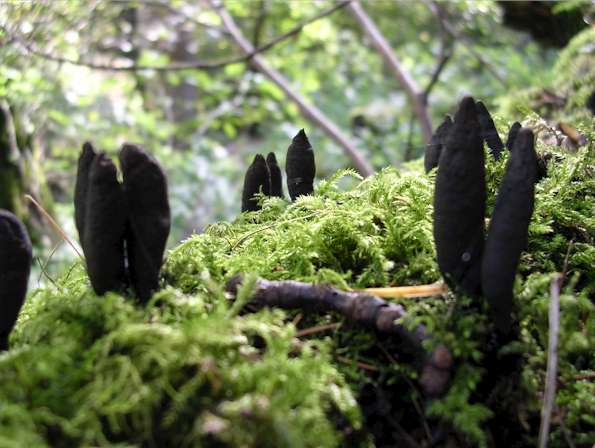
X. polymorpha
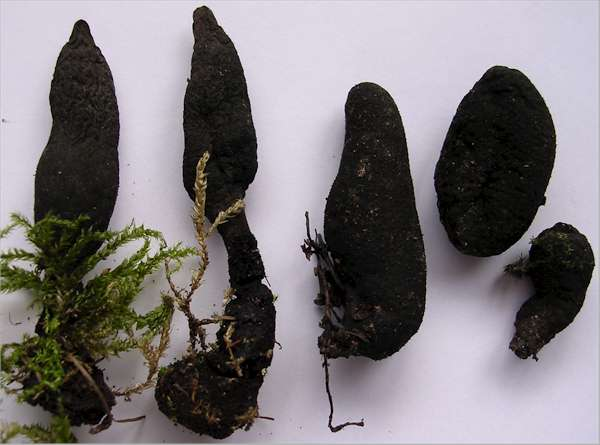
X. polymorpha ilustración de las diversas formas de los cuerpos fructíferos.
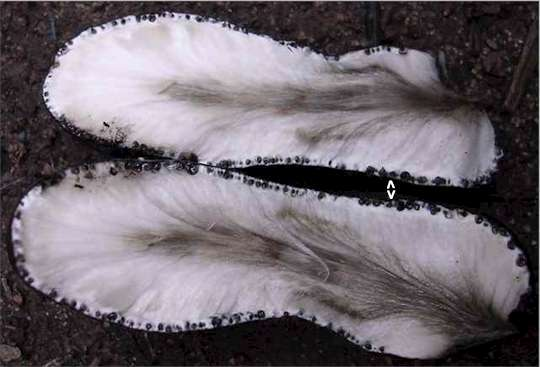
Corte longitudinal del cuerpo fructífero de X. polymorpha, se observan los numerosos  peritecios que se encuentran justo debajo de la costra exterior negra.
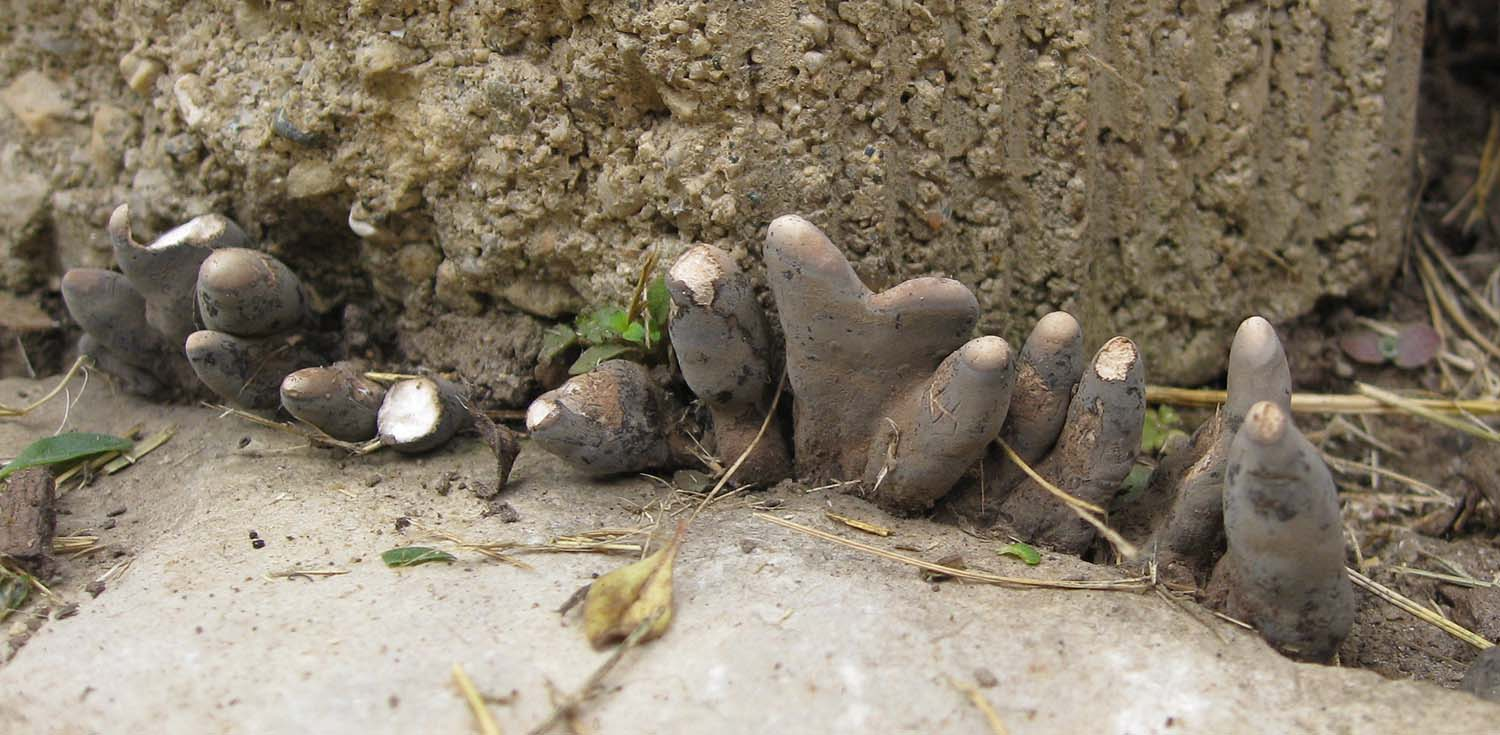
X. polymorpha a comienzos de julio